# Jampel Gyatso
Jamphel Gyatso (1758 – 1804) è stato l'ottavo Dalai Lama del Tibet.

## Biografia
Jamphel Gyatso nacque nel 1758, figlio di Sonam Dhargye e Phuntsok Wangmo, entrambi originari della regione di Kham e discendenti di Dhrala Tsegyal, uno dei più celebrati eroi tibetani.
Quando fu concepito, si dice che il villaggio ricevette una considerevole raccolta con ogni stelo di grano, quattro o cinque spighe, che mai erano state viste prima in Tibet. Quando la madre di Jamphel ed un parente stavano consumando la loro semplice cena nel giardino, apparve un arcobaleno gigante, e una delle estremità toccò la spalla della madre. Secondo la tradizione tibetana, fu interpretato come un presagio di buona sorte, associato peraltro alla nascita di un essere sacro.
Poco dopo la nascita, nel sesto mese dell'anno del Toro di Fuoco, il bimbo tentava spesso di sedersi in una posizione meditativa guardando in alto verso i paradisi. Quando Lobsang Palden Yeshi, il sesto Panchen Lama, sentì parlare di questo bambino, dichiarò che egli era certamente l'autentica reincarnazione del VII Dalai Lama, Kelzang Gyatso. All'età di due anni e mezzo, Jamphel fu preso sotto la custodia di un gran numero di Lama ed ufficiali al monastero di Tashilhunpo, presso Shigatse, dove si tenne una cerimonia in onore del ritorno del Dalai Lama. Fu dunque scortato a Lhasa e incoronato come sovrano del popolo tibetano nel Palazzo del Potala nel settimo mese dell'anno del Cavallo d'Acqua, all'età di cinque anni, quattro secondo i calcoli occidentali. La cerimonia di incoronazione fu presieduta da Demo Tulku Jamphel Yeshi, il primo di una serie di Reggenti rappresentavano e gestivano i poteri amministrativi del Dalai Lama minorenne. La cerimonia si tenne nel “ Tempio Oltre la Mente del Secondo Potala”. Poco dopo, prese i voti da novizio e gli fu dato il nome di monaco incappucciato, Jamphel Gyatso, da Lobsang Palden Yeshe, e fu ordinato completamente nel 1777.
Frattanto, il paese continuava ad essere governato dai Reggenti fino all'anno del Drago di Legno (1784), quando il Reggente fu mandato come ambasciatore in Cina ed il Dalai Lama governò conseguentemente da solo fino al 1790, quando il Reggente ritornò per aiutarlo.
Nel 1788 ci fu un conflitto con i mercanti di lana nepalesi, evento che condusse a delle schermaglie con i Gurkhas. Nel 1790 i Gurkhas invasero il Tibet del sud e conquistarono numerose province, incluse Nya-nang e Kyi-drong. La città di Shigatse ed il monastero di Tashilhunpo furono catturati e depredati ma i Gurkhas furono ricondotti in Nepal nel 1791. Un trattato di pace tra i due schieramenti fu firmato nel 1796.
L'Ottavo Dalai Lama portò avanti molte iniziative, inclusa la costruzione del Parco Norburlingka e del Palazzo d'Estate nel 1783 ai confini di Lhasa, commissionò una bellissima statua di rame del Buddha per la gente del Tibet del sud, che è stata portata in India nel 1960 ed è ora ospitata nella Libreria dei Lavori & Documenti Tibetani di Dharamsala, India.
Persona umile e contemplativa, con poco interesse nelle relazioni temporali, tanto da permettere al reggente di continuare a gestire l'amministrazione dello Stato, morì nel 1804.